# Позднеев, Дмитрий Матвеевич
Дми́трий Матве́евич Поздне́ев (8 февраля 1865, Орёл — 30 октября 1937) — русский востоковед.

## Биография
Родился в русской многодетной семье протоиерея Сретенской церкви Матвея Автономовича Позднеева в городе Орле. Брат востоковеда А. М. Позднеева.
Сначала он получил духовное образование — окончил курс в Орловской духовной семинарии (1885), а затем в числе первых учеников на казенный счёт был направлен в Киевскую духовную академию, которую окончил в 1889 г. по историческому отделению. Темой его кандидатского сочинения была «История христианства в Средней Азии с I по XV век».
Окончил факультет восточных языков Петербургского университета. До 1898 приват-доцент, затем профессор Петербургского университета.
Действительный член Русского географического общества.
Преподавал историю Китая и экономическую географию стран Востока. В 1900—1903 находился в Китае, составил экономические обозрения торговли китайских портов. В 1904—1906 годах директор Восточного института во Владивостоке.
В 1905 году из-за русско-японской войны Восточный институт был эвакуирован в Верхнеудинск. В Верхнеудинске занятия в институте были прекращены из-за студенческих волнений. Одной из причин выступлений считается поведение Д. М. Позднеева. Летом 1905 года департамент народного просвещения рассматривал вопрос о беспорядках в Восточном институте. Д. М. Позднеев сохранил пост директора. 27 сентября 1905 года после студенческой сходки Д. М. Позднеев подал в отставку. Студенческие волнения считаются одной из причин революционных событий 1905 года в Верхнеудинске.
Находясь в 1906—1910 годах в Японии, создал первый в России японско-русский иероглифический словарь. По возвращении участвовал в организации Практической восточной академии в Петербурге.
После ухода В. В. Бартольда Позднеев был редактором первого исламоведческого журнала России «Мир ислама» (издание перестало выходить в начале 1914 года из-за недостатка средств).
Преподавал историю и экономику Японии и Китая в Ленинградском государственном университете, Ленинградском восточном институте и в Военной академии РККА им. Фрунзе в Москве.

«…После революции 1917 г. Д. М. Позднеев продолжил свою педагогическую деятельность в Институте народного хозяйства имени Плеханова в Ленинграде, а с 1923 г. стал преподавать историю и экономику стран Востока в Военной Академии имени Фрунзе в Москве, куда ездил каждую неделю, несмотря на транспортные трудности. Для посадки в вагон велась предварительная подготовка, для чего вся семья отправлялась на вокзал. Молодые внедрялись в очередь и, втиснувшись в вагон, стремительно карабкались на ближайшую верхнюю полку, занимая её для отца. Несмотря на немолодой возраст, Д. М. Позднеев не пропускал лекции в Военной Академии. Он продолжал много писать. В 1925 г. была опубликована его большая работа „Япония. Страна, население, история, политика“, в которой автор проявил себя глубоким знатоком „земли обильных полей риса“. Появление книги было вызвано практической необходимостью — следовало знать могущественного соседа» 
Внучка Д. М. Позднеева, Н. Г. Кабанова, вспоминая деда, писала:

«Поразительно, как он мог утруждать свой единственный глаз ежедневно помногу часов вырисовывая тончайшие детали иероглифов и вычитывая их в рукописях и книгах… Трудился он с раннего утра до позднего вечера. Я так и запомнила его за письменным столом с неизменной трубкой во рту, в маленькой бархатной шапочке („лысина мерзнет“), иногда с большой лупой в руках. Казалось, дед совсем не утомлялся. Ему было достаточно прилечь минут на пятнадцать, чтобы почувствовать себя вновь свежим. Перед сном дед любил раскладывать пасьянсы. Знал он их великое множество и меня приохотил к этому занятию».
Стены кабинета Д. М. Позднеева 

«от пола до потолка занимали простые, неостекленные стеллажи. Книг было очень много, и самых разнообразных: художественная литература, труды по истории, экономике, астрономии, географии, атласы, этнографические альбомы, словари, различные энциклопедии, издания на всех европейских и многих восточных языках. Дорогие фолианты в кожаных переплетах с тиснением и золотым обрезом чередовались с растрепанными книжками без переплетов, рукописями. Вся левая стена кабинета, у которой стоял письменный стол, — Япония и Китай. Нижние полки на этой стене — книги дедушки, его рукописи. У письменного стола — удобное кресло китайской работы из чёрного дерева, с резной, в шашечку, широкой спинкой. Слева от стола — низкая этажерка с листами чистой бумаги и копиркой… У противоположного стеллажа, разделенные курительным столиком, стояли два низких кресла полукруглой формы, обтянутые коричневой кожей. В углу у окна пряталась жесткая кушетка, на которой в короткие перерывы от работы отдыхал дед. После ареста библиотеку изъяли»…
Жизнь Д. М. Позднеева оборвалась трагически — профессора расстреляли 30 октября 1937 года. На долгие годы имя Д. М. Позднеева было предано забвению. Решение о реабилитации вынесено военным трибуналом Ленинградского военного округа 17.02.1958.

## Труды
- Исторический очерк уйгуров. — СПб., 1899;
- Материалы по истории Северной Японии и её отношений к материку Азии и России. Т. 1—2. — Токио — Иокогама: тип. Ж. Глюк, 1909;
- Япония: Страна, население, история, политика / Под ред. А. А. Иорданского. — М.: Гос. воен. изд-во, 1925. — 351 с.;
- Современный Китай. (Борьба за китайский рынок). — Л.: Изд-во ЛГОНО, 1925. — 85 с.

## Семья
У Д. М. Позднеева в семье было шестеро детей: дочь Анна от первого брака Д. М. Позднеева с Любовью Яковлевной Соколовой, три дочери Вера, Любовь и София, сыновья Дмитрий и Антон — от второго. Две дочери стали востоковедами и продолжили дело отца.
Семья Д. М. Позднеева проживала в Толстовском доме в квартире 660, послужившей Михаилу Булгакову одним из прообразов нехорошей квартиры.